# IC 3808
IC 3808 је спирална галаксија у сазвјежђу Ловачки пси која се налази на листи објеката дубоког неба у Индекс каталогу.
Деклинација објекта је + 40° 35' 45" а ректасцензија 12h 48m 58,8s. Привидна величина (магнитуда) објекта IC 3808 износи 14,9 а фотографска магнитуда 15,7. IC 3808 је још познат и под ознакама MCG 7-26-55, CGCG 216-32, MK 445, PGC 43312.